# إبوني باترسون
إبوني باترسون (بالإنجليزية: Ebony G. Patterson)‏ هي فنانة تشكيلية وفنانة جامايكية، ولدت في 1981 في كينغستون في جامايكا.

## وصلات خارجية
- الموقع الرسمي